# 분노의 전쟁
분노의 전쟁은 《실마릴리온》에서 언급된 대전쟁이다. 태양의 첫 시대 말엽, 에아렌딜의 구원 요청에 따라 발리노르 대군이 가운데땅에서 전투를 벌여 모르고스를 제압한 의의를 가진다.

## 전쟁의 발단
사실상 마지막 요정 왕국 곤돌린이 멸망하고 살아남은 난민의 대표가 된 투오르, 이드릴은 선박을 건조해 이미 에아렌딜보다 먼저 발리노르를 향했지만, 가운데땅에선 누구도 그들의 소식을 들을 수 없었다.
그들의 아들이자 난민의 대표가 된 에아렌딜은 다시 한 번 구원 요청을 위해 서쪽 바다로 향했다.

## 전쟁 발발
불멸의 땅 발리노르는 본디 필멸의 존재 인간이 상륙하는 것은 용납되지 않았다. 하지만, 에아렌딜은 사멸하지 않는 요정의 자손이였으므로 그 땅에 자기 선원을 데리고 땅에 인접할 수 있었다. 다만, 상륙하여 구원 요청은 홀로 직접 했다.
발라 역시 가운데땅의 일련의 사태를 파악하고 있었으나, 출전은 이루어지지 않았기에 그는 요정의 잘못에 대한 뉘우침과 함께 도움을 간구하였고 이에 대한 발라의 응답은 곧 대군의 진격이었다. 이는 막강한 우군이 드디어 파멸 직전의 가운데땅에 참전한다는 뜻이다.
군대의 지휘는 만웨의 부하 에온웨가 맡았고 놀도르, 텔레리도 소속되어 전쟁에 참전한다.

## 전쟁의 끝, 모르고스의 종말
그렇게 발리노르 군세에 밀린 악한 존재 모르고스는 북쪽의 본거지 앙그반드, 상고로드림까지 파괴되어 대부분의 자기 세력을 잃고 봉인된 상태로 세계에서 추방, 격리되었다.

## 기타
그럼에도 몇몇 부하는 끝까지 살아남아 이후의 시대에도 세력을 키워 요정과 인간에게 고통을
전하는 적으로 등장하는데 대표적인 예가 사우론, 발록, 오크와 트롤 같은 존재다.